# Podvežica
Podvežica Fiume városrésze Horvátországban, Tengermellék-Hegyvidék megyében.

## Fekvése
Fiume város központjától 2 km-re délkeletre fekszik. Északnyugatról Vojak és Krimeia, északkeletről Gornja Vežica, délnyugatról Pečine, délkeletről a Draga-hegyszoros határolja.

## Története
Sveta Ana település helyén egykor gazdag birtok volt, mely Kalinától a Karolina útig terjedt. A birtokra egy nagy kőkapun át lehetett bemenni, mely annak a vashídnak közelében állt, amelyen át ma a Gornja Vežica és Draga felé haladó gyalogosok rövidítik le útjukat. A kapu felett latin felirat állt: „Benedicte montes et colles domino universa germinantina in terra Domino”. A terület a 18. század első felében a Zandonati család tulajdona volt ezért a helyiek Zandonatovónak, illetve Gospodskónak hívta. A területet még 1713-ban a Diminić családtól vásárolta Silverio Zandonati, akik Marija Markovićtól örökölték. Az udvarházban egy kápolna is állt, melyet Szent Anna tiszteletére szenteltek. Az egykori Sveta Ana település is erről kapta a nevét. Dragutin Hirc a Horvát Tengermellékről írt munkájában ír a Vežica-dombról és a domb alatti településről is, melyet Podvežicának neveztek. A kápolnát már rég lebontották, de Szent Anna szobra máig fennmaradt a Dragára vezető út mellett az egyik legrégibb ház oromzata alatt a falban épített fülkében. Podvežica falu a Szent Anna kápolna és a Szent Kereszt kápolna közötti részen feküdt.